# Ib (serce)
| F34 |

| F34 |

Ib – (również: Ab – według transkrypcji Wallisa Budge'a) (jb) – serce, w mitologii starożytnego Egiptu uważane za najważniejszą część duszy. Dla starożytnych Egipcjan to właśnie serce, a nie mózg, było siedliskiem emocji i myśli oraz woli i intencji. W egipskiej religii serce było kluczem do życia pośmiertnego. Razem ze zmarłym udawało się do przyszłego świata, gdzie świadczyło na korzyść lub przeciwko swemu właścicielowi. Wierzono, że podczas sądu Ozyrysa serce było badane przez Anubisa i bóstwa podczas ceremonii ważenia serca. Jeśli serce ważyło więcej niż pióro Maat, natychmiast zostawało pożarte przez demona zwanego Ammit. Wagi przywiązywanej do serca dowodzą liczne wyrażenia z języka egipskiego, które zawierają wyraz ib: Awt-it – szczęście (dosłownie, wielkość serca), Xak-it – oziębły (dosłownie, o okrojonym sercu).